# Maranhão Parcerias
A Maranhão Parcerias (MAPA) é uma sociedade de economia mista que integra a Administração Indireta do Governo do Maranhão. É vinculada à Secretaria de Estado de Desenvolvimento Econômico e Programas Estratégicos (SEDEPE). 
A MAPA atua na gestão imobiliária estadual, prestação de serviços às entidades públicas e privadas e na estruturação de parcerias estratégicas, a partir de oportunidades de negócios.

## Histórico

### COHAB
A Companhia de Habitação Popular do Maranhão (COHAB) foi instituída pela Lei nº 2.637, de 1º de abril de 1966, através de incentivos do Sistema Federal de Habitação (SFH) e do Banco Nacional de Habitação (BNH). A empresa tinha como objetivos a oferta de unidades habitacionais subsidiadas à população que recebia entre um a três salários mínimos, bem como promover projetos habitacionais. 
A companhia teve atuação marcante na estruturação do espaço urbano de São Luís, num período de acelerado crescimento demográfico, com a instalação de grandes projetos, como o Porto do Itaqui, o Projeto Grande Carajás da Vale do Rio Doce e o complexo da ALUMAR.
Entre os conjuntos habitacionais construídos pela COHAB-MA estão Cohab Anil I (1967), Cohab Anil II (1968), Cohab-Anil III (1969), Coheb Sacavém (1970), Radional (1972), Cohab Anil IV (1975), Vinhais (1979), Bequimão (1979), Turu (1979), Rio Anil (1979), Angelim (1980) e Cidade Operária (1986), com a construção de mais de 16 mil unidades residenciais em São Luís.
O Maiobão, localizado em Paço do Lumiar, teve suas obras iniciadas em 1980 pela Companhia Habitacional do Estado do Maranhão (COHAB) financiadas pelo Banco Nacional da Habitação (BNH) e foi construído como bairro dormitório, visto que a maioria dos moradores trabalhava em São Luís. Na época em que foi entregue, o bairro passou a ser o maior de toda a região metropolitana, pois foi construído inicialmente com 4.666 unidades, sendo posteriormente superado pela Cidade Operária, que foi entregue com 7.500 unidades em 1986.
Em 1986, o BNH foi extinto após a instituição sofrer com uma crise financeira provocada pela inadimplência e o aumento do desemprego dos mutuários, afetando a COHAB-MA, que perdeu sua principal fonte de recursos. A companhia passou então a focar em administrar o patrimônio já construído e nos financiamentos já adquiridos pelos mutuários.
A COHAB foi reformulada pela Lei nº 7.356, de 29 de dezembro de 1998.

### EMARHP
Com a Lei nº 7.356/1998, a Empresa Maranhense de Pesquisa Agropecuária - EMAPA, a Empresa de Assistência Técnica e Extensão Rural do Estado do Maranhão - EMATER, a Companhia Maranhense de Desenvolvimento Agroindustrial e Abastecimento S/A - CODEA, a Companhia de Desenvolvimento Industrial - CDI - MA, a Empresa Maranhense de Turismo - MARATUR e a Empresa de Processamento de Dados do Maranhão - PRODAMAR foram incorporadas pela Companhia de Habitação Popular do Maranhão - COHAB - MA, com os respectivos direitos e obrigações, absorvendo seus empregados.  As suas funções foram absorvidas pelas secretarias estaduais correspondentes.
A lei também alterou a denominação social da Companhia de Habitação Popular do Maranhão para Empresa Maranhense de Administração de Recursos Humanos e Negócios Públicos – EMARHP.
Outras estatais maranhenses privatizadas no período foram o Banco do Estado do Maranhão (repassado à União e leiloado ao Bradesco) e a CEMAR (pertence atualmente à Equatorial Energia). 

### Maranhão Parcerias
A Medida Provisória nº 295/2019 reestruturou a EMARHP, que foi transformada na Maranhão Parcerias (MAPA), com a ampliação e qualificação jurídica do rol de finalidade da EMARHP. A MAPA deverá atuar na estruturação de parcerias estratégicas com a iniciativa privada, a partir de oportunidades de negócios; gestão imobiliária estadual e prestação de serviços. A Medida Provisória foi convertida na lei 11.140, de 23 de outubro de 2019.

## Competências
Entre suas funções da MAPA, estão:
- Gestão e execução de Projetos em parceria com o setor privado;
- Gestão do Fundo Estadual Imobiliário (FEI), permitindo a gestão dos imóveis do governo estadual e garantindo sua rentabilidade e liquidez;
- Administração dos direitos e obrigações remanescentes das empresas a ela anteriormente incorporadas;
- Prestação de serviços técnicos, administrativos e gerais à iniciativa privada e aos órgãos e entidades da Administração Pública.

Pela lei 11.140/2019, o Instituto de Previdência dos Servidores do Estado do Maranhão - IPREV/MA foi autorizado a transferir a gestão dos imóveis do Fundo Estadual de Pensão e Aposentadoria - FEPA para a Maranhão Parcerias - MAPA. O FEPA deverá ser remunerado, em valores de mercado, pelos negócios realizados pela MAPA com seus imóveis.
Com a aprovação da Lei 11.578/2021, a  MAPA passa a ter a função de Agência de Mercado, Fomento e Gestão Financeira da Política do REDD+ e PSA. Com isso, é objetivo da MAPA administrar e dispor de ativos e créditos resultantes de serviços e produtos ambientais e reduzir as emissões do desmatamento e degradação oriundos de programas, subprogramas, planos e projetos, especialmente a partir da criação de arranjos financeiros, econômicos e de investimentos verdes e desenvolvimento de estratégias voltadas à mobilização e captação de recursos financeiros e investimentos,  como mecanismo de remuneração para os ativos florestais que existem no Estado.
Eis alguns do projetos da MAPA no ano de 2019: a reforma estrutural do Edifício João Goulart,  para implementação de um complexo administrativo do governo, a construção do Complexo Cidade da Justiça, construção e reforma de edifícios para a UEMA, a realização de estudos para a concessão da MA-006, dentre outros.

Em 2024, foi criada a Loteria Estadual do Maranhão (Lotema), serviço público gerenciado e fiscalizado por meio da Maranhão Parcerias (Mapa), com o objetivo de promover entretenimento seguro, pautado na política do Jogo Responsável, além de captar recursos para investimentos em políticas públicas da gestão estadual.